# IC 4094
IC 4094 ist eine Spiralgalaxie vom Hubble-Typ SBdm? im Sternbild Jagdhunde am Nordsternhimmel. Sie bildet zusammen mit PGC 4351761 ein optisches Paar.
Entdeckt wurde das Objekt am 21. März 1903 von Max Wolf.